# 千代太郎子ども劇場
『ちよ太郎子ども劇場』（ちよたろうこどもげきじょう）とは、TBS系列で放送された日本の影絵作品。

## 概要・番組の歴史
1976年から81年まで毎週土曜日に放送された、劇団かかし座の影絵による童話番組。『影絵むかし話』（1976～1979）、『影絵イソップ物語』（1978）、『影絵グリム童話』（1980～1981）の3シリーズ合計143話が放映された。また『イソップ』と『グリム』の間には、フランスとポーランドの合作による人形アニメーション『コラルの探検』が放送された。千代田生命保険（現在のジブラルタ生命保険の前身）と千代田火災海上保険（現在のあいおいニッセイ同和損害保険の前身）が提供スポンサーとなった。

## 放送時間・放送局
いずれも日本時間。
- 1976年4月3日～同年9月25日：土曜 17:45 - 18:00
- 1976年10月2日～1977年3月26日：土曜 17:15 - 17:30
- 1977年4月2日～同年9月30日：土曜 7:20 - 7:35
- 1977年10月7日～1981年3月28日：土曜 7:30 - 7:45

放送ネット局
当アニメは一部の地域ではTBS系列が存在していたにもかかわらず、別の系列局で放送されたケースも存在した。系列は本放送当時のもの、放送時間は特筆の無い限り1979年7月中旬 - 8月上旬時点のものを使用する。
| 放送地域       | 放送局                   | 放送日時                                                                        | 放送系列                                     | 備考                                                                            |
| -------------- | ------------------------ | ------------------------------------------------------------------------------- | -------------------------------------------- | ------------------------------------------------------------------------------- |
| 関東広域圏     | TBS                      | 上記参照                                                                        | TBS系列                                      | 制作局                                                                          |
| 北海道         | 北海道放送               | 土曜 7:30 - 7:45                                                                | TBS系列                                      |                                                                                 |
| 宮城県         | 東北放送                 | 土曜 7:30 - 7:45                                                                | TBS系列                                      |                                                                                 |
| 中京広域圏     | 中部日本放送             | 土曜 7:30 - 7:45                                                                | TBS系列                                      |                                                                                 |
| 鳥取県・島根県 | 山陰放送                 | 土曜 7:30 - 7:45                                                                | TBS系列                                      |                                                                                 |
| 山口県         | テレビ山口               | 土曜 7:30 - 7:45                                                                | TBS系列 フジテレビ系列                       |                                                                                 |
| 近畿広域圏     | 毎日放送                 | 土曜 7:05 - 7:20                                                                | TBS系列                                      |                                                                                 |
| 福岡県         | RKB毎日放送              | 土曜 7:20 - 7:35                                                                | TBS系列                                      | 放送時間は1978年12月時点                                                        |
| 岩手県         | 岩手放送 現・IBC岩手放送 | 日曜 7:00 - 7:15                                                                | TBS系列                                      |                                                                                 |
| 福島県         | 福島中央テレビ           | 土曜 7:45 - 8:00                                                                | 日本テレビ系列 テレビ朝日系列                | 本来のTBS系列局（当時）は福島テレビ （当時はテレビユー福島は未開局）            |
| 富山県         | 富山テレビ               | 土曜 7:00 - 7:15（1979年および1980年4月時点） 土曜 7:30 - 7:45（1980年7月時点） | フジテレビ系列                               | 一旦打ち切られたものの、1980年4月5日に放送再開 当時はチューリップテレビは未開局 |
| 石川県         | 石川テレビ               | 日曜 9:00 - 9:15                                                                | フジテレビ系列                               | 本来のTBS系列局は北陸放送                                                       |
| 福井県         | 福井放送                 | 土曜 7:30 - 7:45                                                                | 日本テレビ系列                               | 1980年4月5日から放送 現在はテレビ朝日系列とのクロスネット                       |
| 山梨県         | 山梨放送                 | 土曜 7:30 - 7:45                                                                | 日本テレビ系列                               | 本来のTBS系列局はテレビ山梨                                                     |
| 長崎県         | テレビ長崎               | 土曜 7:15 - 7:30                                                                | フジテレビ系列 日本テレビ系列                | 本来のTBS系列局は長崎放送                                                       |
| 熊本県         | テレビ熊本               | 日曜 7:00 - 7:15                                                                | フジテレビ系列 日本テレビ系列 テレビ朝日系列 | 1980年9月28日まで放送 本来のTBS系列局は熊本放送                                 |
| 宮崎県         | テレビ宮崎               | 土曜 7:45 - 8:00                                                                | フジテレビ系列 日本テレビ系列 テレビ朝日系列 | 放送時間は1979年時点                                                            |
| 宮崎県         | 宮崎放送                 | 日曜 8:00 - 8:15                                                                | TBS系列                                      | テレビ宮崎から移行 放送時間は1980年時点                                         |

## 放送作品

### 影絵むかし話
1. さるとび佐助（修行）
2. さるとび佐助（化物退治）
3. さるとび佐助（山賊退治）
4. さるとび佐助（海賊退治）
5. 岩見重太郎
6. 孫悟空（水れん洞）
7. 孫悟空（天上で大あばれ）
8. 孫悟空（三ぞうほうし）
9. 孫悟空（金角銀角）
10. 大岡越前守
11. 柳生十兵衛
12. 花咲爺
13. かもとりごんべい
14. 桃太郎
15. 舌切り雀
16. 天狗のはなはな
17. ききみみずきん
18. 海幸・山幸
19. さるかに合戦
20. うらしま太郎
21. わらしべ長者
22. おはじきめさい
23. ヤマタノオロチ
24. たぬきの糸車
25. 信濃のおこん
26. 笠地蔵
27. おむすびころりん
28. 文福茶釜
29. 鉢かつぎ
30. かぐや姫
31. スクナヒコナの神
32. 大工と鬼六
33. ねずみのすもう
34. 山んばと牛方
35. 一寸法師
36. きつねとかわうそ
37. くらげのおつかい
38. つるの恩返し
39. ふるやのもり
40. 十二支のはじまり
41. あまんじゃくとうりこひめ
42. 旅人馬
43. 絵姿女房
44. うばすて山
45. 福の神と貧乏神
46. みるなのざしき
47. 化けくらべ
48. 夢見小僧
49. あこやの松
50. 山椒太夫
51. ねずみの嫁入り
52. 吉野の鼓
53. おししの首はなぜ赤い
54. 塩ふきのうす
55. かみなりとくわの木
56. 木びきの善六
57. ほうろく売りの出世物語
58. きつねのだんご
59. 雪おんな・山ちち
60. 真珠の願い
61. 沈んだ島
62. 一休さん
63. 良寛さん
64. 酒呑童子
65. たわらの藤太のムカデ退治

### 影絵イソップ物語
1. 町のねずみといなかのねずみ
2. 北風と太陽・ひつじかいの悪ふざけ
3. 金の斧と銀の斧
4. かしこい犬ととんまなおおかみ・ふえ吹きおおかみとこやぎ
5. ライオンと3匹の牛・ねずみの恩返し
6. おしゃれなカラス・はとになったカラス
7. おばあさんとお医者さん・わしの恩返し
8. カラスをだましたキツネ・サルの王様をこらしめたキツネ・ニワトリにだまされたキツネ
9. 塩はこびのロバ・ロバをばかにした馬・狼をけとばしたロバ
10. ある年とった漁師の話
11. うさぎとかめのかけくらべ・アリの恩返し・アリとキリギリス
12. 王様を欲しがったカエル・仲良しネズミとカエル・2匹のカエル
13. 金の卵を生むニワトリ・けんかの好きなきょうだい・キツネのしっぽに火をつけたお百姓
14. のこされた宝物・きつねと木こりの約束
15. ライオンにおわれたシカ・年よりライオンとかしこいきつね
16. きつねの失敗・井戸に落ちたきつねとやぎ・女王になったきつね
17. よくばり犬・鈴をつけた犬・けんかの好きなおん鳥
18. ある旅人の話
19. 年よりライオンの話
20. ワシのまねをしたカラス・さると漁師・恩をわすれたシカ
21. うぬぼれな唄うたい・にわとりうらんだ召使・ちかいの神
22. 年よりロバの失敗ばなし
23. ずるい男・うそつき人間・うらない者
24. ランプのじまん・ねこの願い・ライオンとおおかみときつね
25. せみときつね・へびのしっぽ・空を飛びたかったかめ・ねことねずみ
26. 星の先生・お百姓とライオン・神様と人間

### 影絵グリム童話
1. 白雪姫
2. ランプとゆびわ
3. 赤ずきん
4. ハンスと子ねこ
5. ヘンゼルとグレーテル
6. 親ゆびこぞう
7. オオカミとキツネ
8. 金のがちょう
9. 3枚の鳥の羽
10. ウサギとハリネズミ
11. しあわせのハンス
12. 森の家
13. 金のこども
14. ガラスびんの中のオバケ
15. ながい鼻
16. オオカミと7ひきの子やぎ
17. 星の銀貨
18. ホレおばさん
19. ブレーメンの音楽隊
20. 天国へいった仕立屋さん
21. 歌う骨
22. ズルタンじいさん
23. めっけどり
24. 死神と医者
25. いばらひめ
26. つぐみひげの王様
27. がたがたの竹馬小ぞう
28. カエルの王様
29. 犬とすずめ
30. 12人のきょうだい
31. うさぎのおよめさん
32. チシャ
33. ハチの女王
34. 空とぶ木馬
35. 3人のしあわせもの
36. わらと炭とそらまめ
37. 水の魔女
38. 靴屋と小人
39. 灰かぶり
40. かじやと悪魔
41. ふしぎな旅人
42. ちえのある娘
43. 6人のけらい
44. いのちの水
45. テーブルよ ごはんのようい
46. ものしりはかせ
47. 漁師とおかみさん
48. 熊の皮をきた男
49. ゆきしろとばらべに
50. おいしいおかゆ
51. ひとうち7ひき